# Felicia gunillae
Felicia gunillae es una especie de planta de flor en la familia Asteraceae. 
Es endémica de Namibia, donde solo se le ha observado en el distrito de Brandberg.